# Механічне гальмо

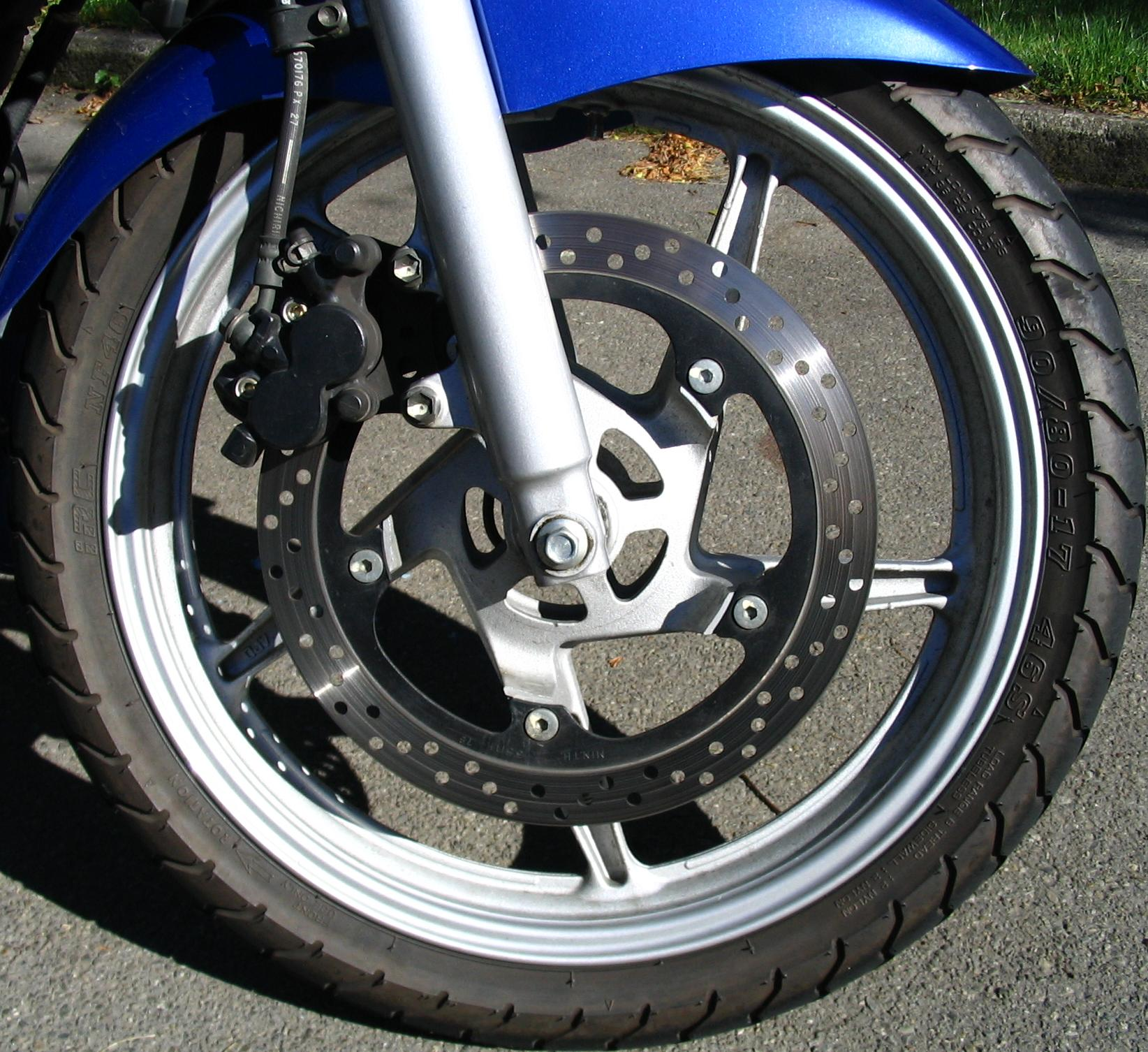
Дискове гальмо на колесі мотоцикла.

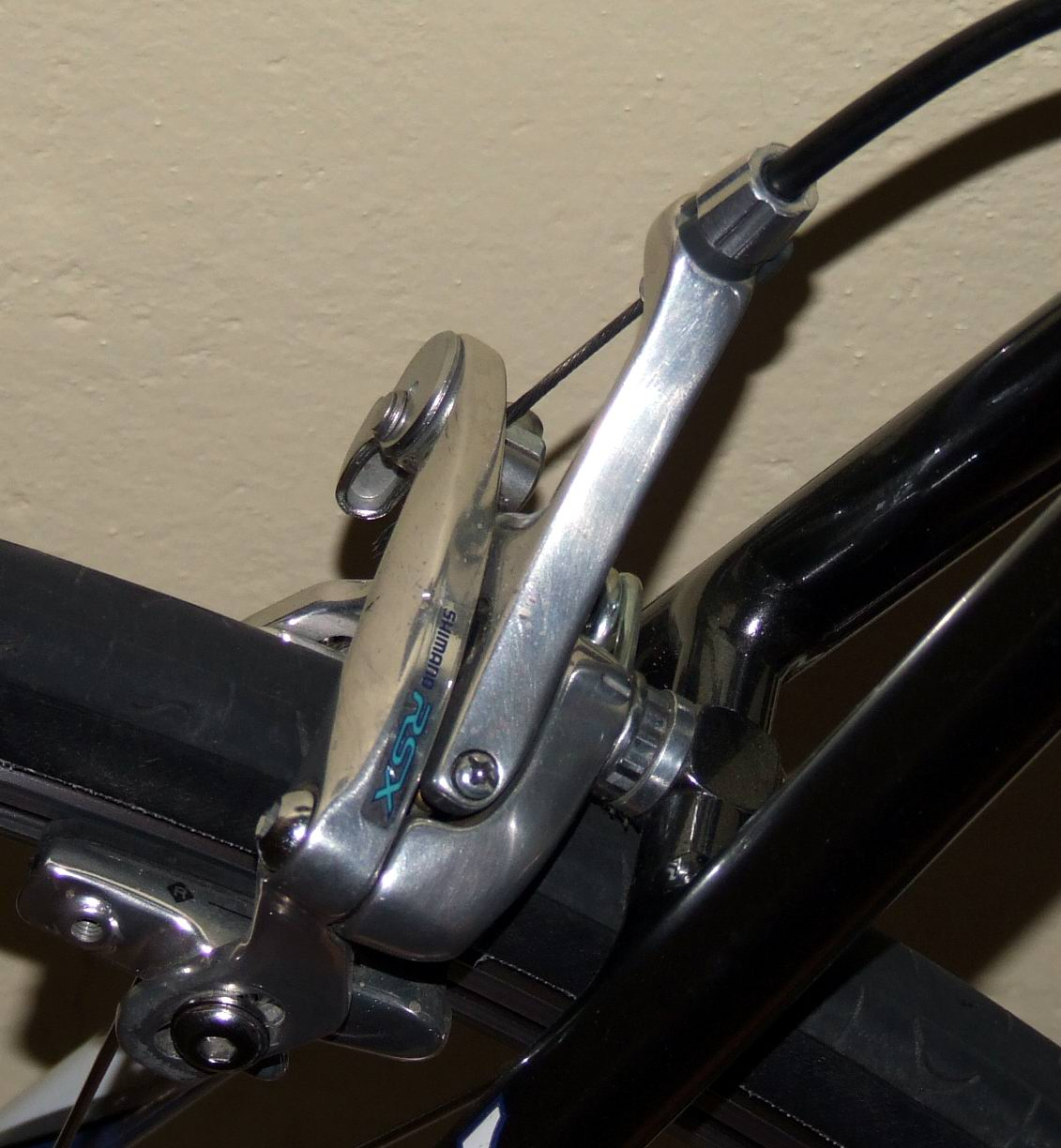
Велосипедне гальмо Shimano RSX

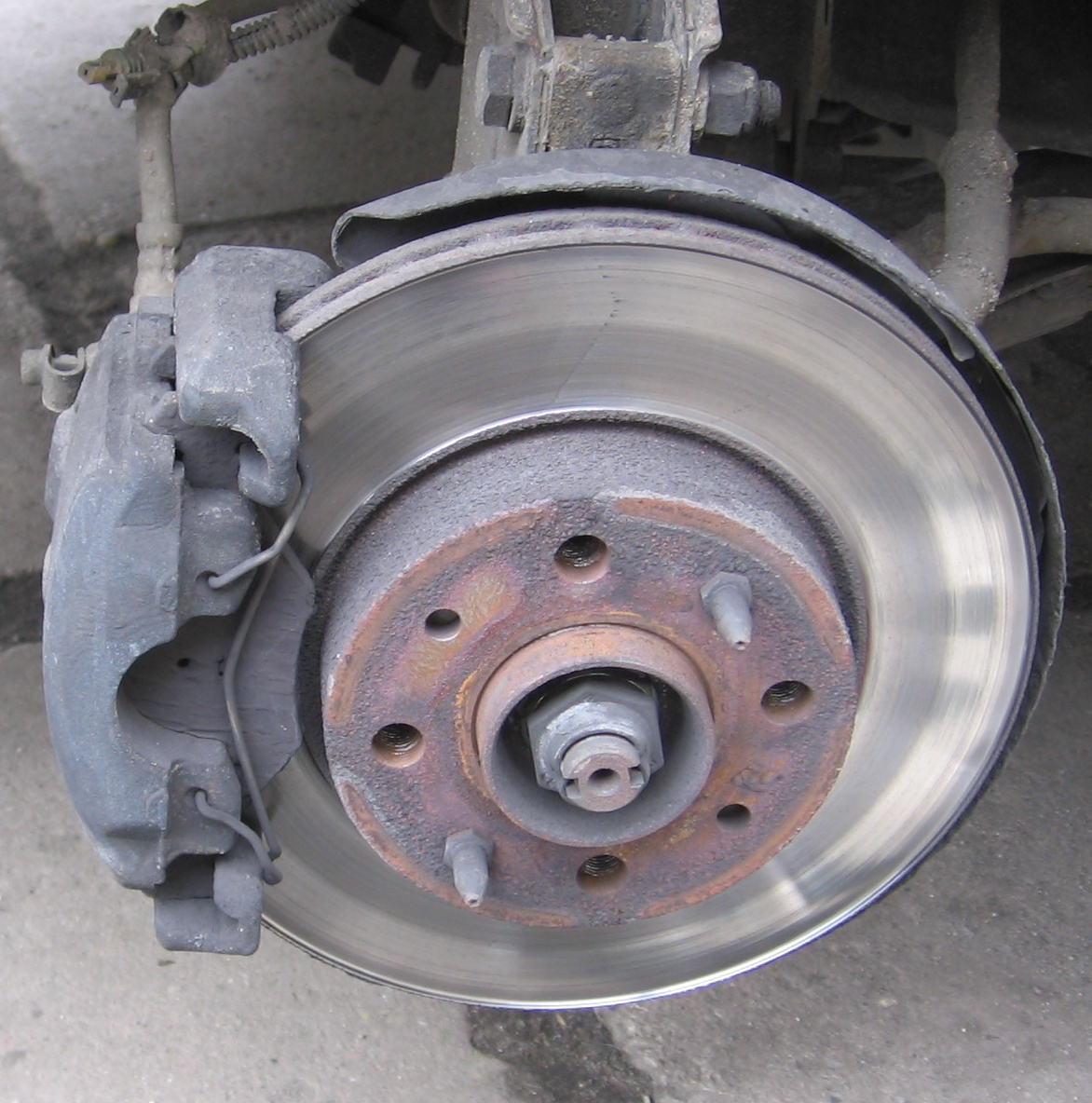
Дискове гальмо легкового авто

Механі́чне гальмо́ або фрикці́йне гальмо́ — пристрій для сповільнення руху чи повної зупинки машини чи механізму та/або утримання їх у непорушному стані з використанням сил тертя.

## Класифікація
За видом привода фрикційні (механічні) гальма поділяють на механічні, гідравлічні, електричні (наприклад, електромагнітні, індукційні) тощо; за конструкцією робочих частин — на колодкові (найпоширеніші в автомобілях, локомотивах, підйомно-транспортних машинах, механізмах верстатів), стрічкові, дискові, конічні та ін.

## Особливості використання
У транспортних засобах служить для зниження швидкості, обмеження її на спусках, чи для повної зупинки автомобіля або іншого транспортного засобу. Під час цього процесу кінетична енергія транспортного засобу перетворюється на теплову за рахунок тертя.
Кінетична енергія зростає пропорційно квадрату швидкості (E = 1/2·m·v2). Це означає, що якщо швидкість транспортного засобу подвоїться, то він матиме учетверо більше енергії. У цьому разі для зупинки гальмам потрібно перетворити учетверо більше енергії.
Гальмами обладнані переважна більшість всіх колісних транспортних засобів, у тому числі автомобілі всіх типів, вантажні автомобілі, поїзди, мотоцикли та велосипеди. Також часто гальма використовують у багажних та продуктових візках, підйомно-транспортних машинах, технологічному устаткуванні (верстатах, пресах тощо).
Деякі літаки обладнані гальмами для коліс на шасі, які використовують сумісно з аеродинамічним гальмуванням при русі злітно-посадковою смугою для зменшення швидкості.